# Ponta do Pico
Ponta do Pico (portugiesisch auch Montanha do Pico, Serra do Pico, Pico Alto oder einfach Pico genannt) ist ein Stratovulkan auf der gleichnamigen Azoren-Insel Pico. Mit einer Höhe von 2351 m ist er der höchste Berg Portugals und des Mittelatlantischen Rückens und einer der höchsten Vulkane eines europäischen Staates.

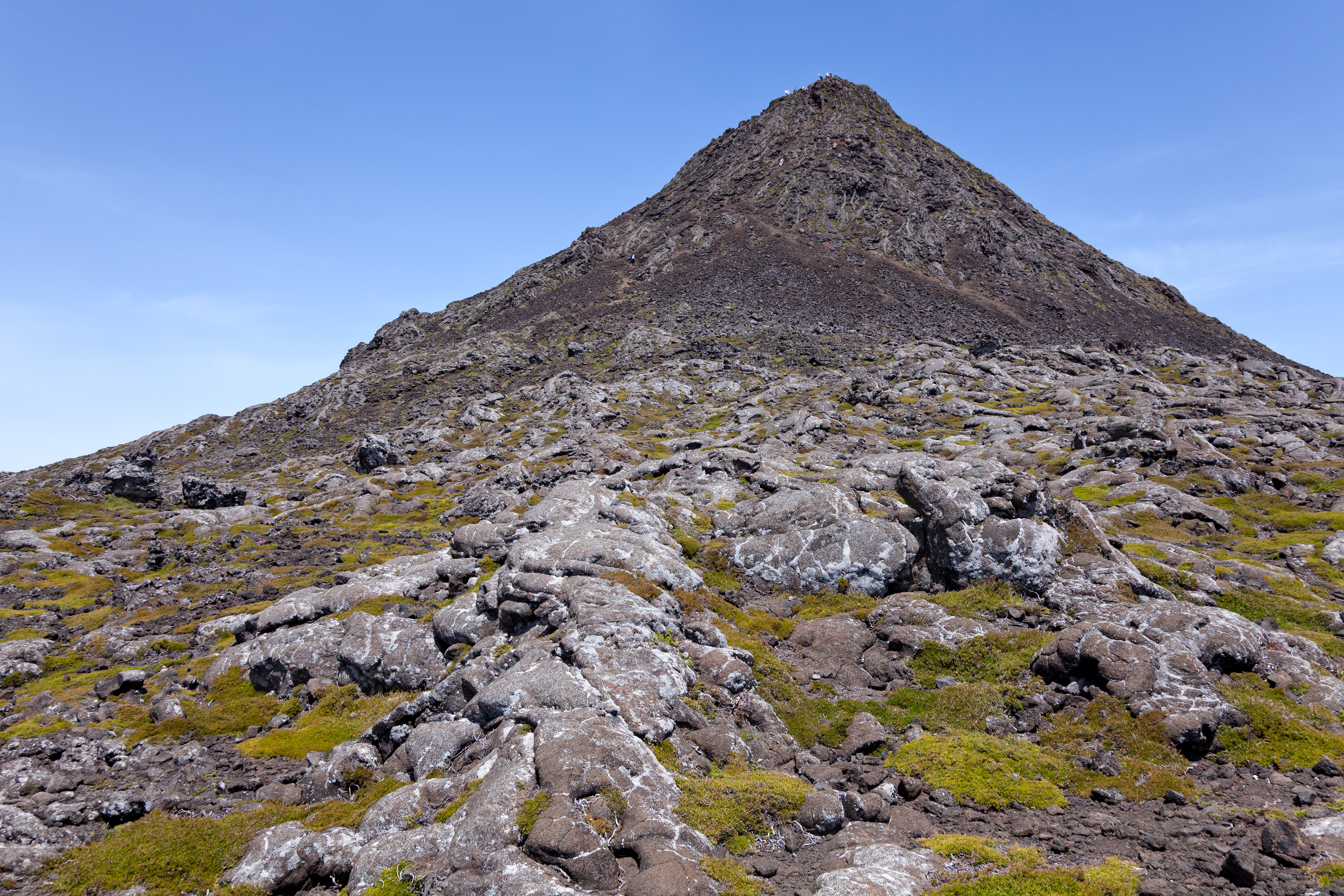
Die Spitze des Ponta do Pico

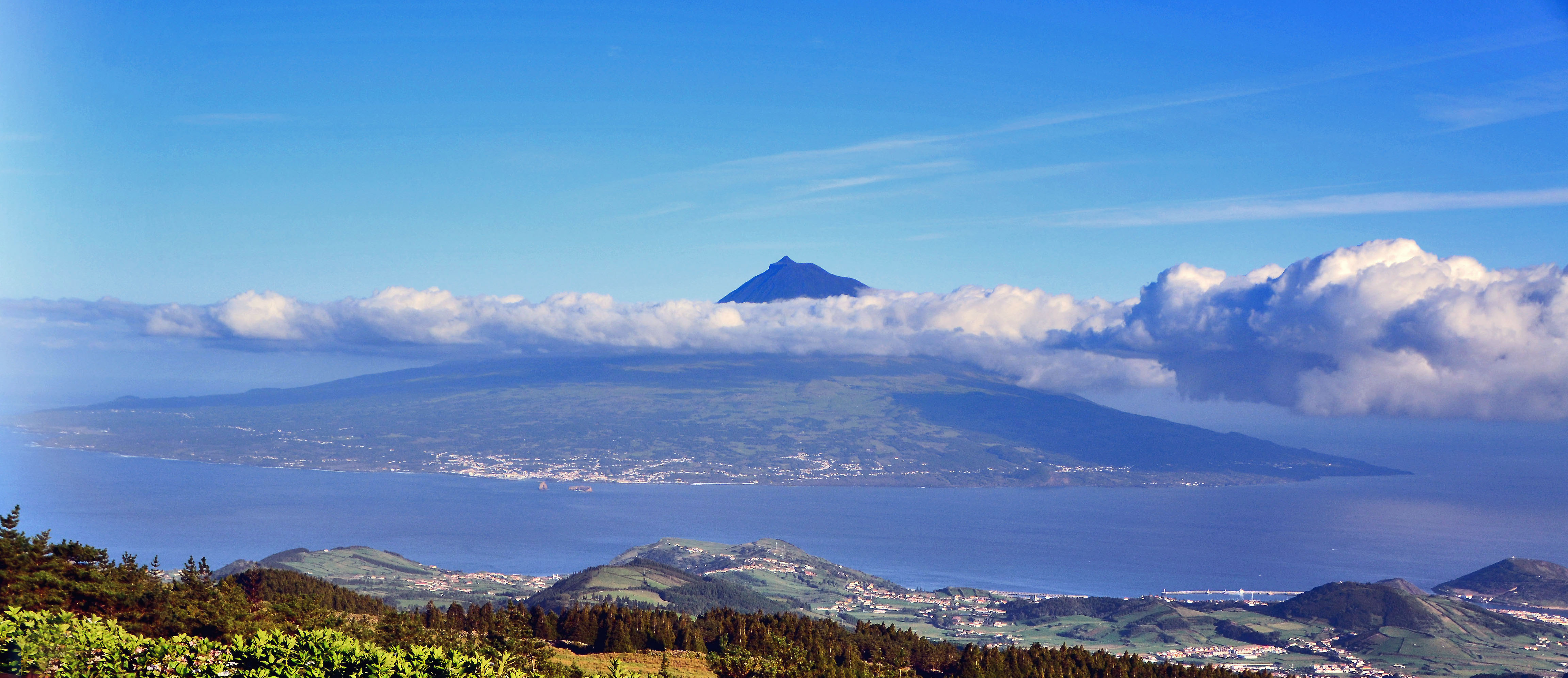
Blick über den Canal do Faial auf die Insel Pico

Auf der Spitze befindet sich ein Vulkankrater von 500 m Durchmesser und 30 Meter Tiefe und in ihm der Piquinho (Pico Pequeno), ein kleiner Vulkankegel, der sich 70 m erhebt und den eigentlichen Gipfel bildet.
Der Aufstieg ist nur gegen Gebühr und mit Genehmigung möglich, die Online und vor Ort erworben werden kann. Jeder Wanderer muss zudem einen Tracker bei sich tragen der auch ein Notsignal absetzen kann. Der Aufstieg von Westen ist eine normale Wanderung, bei der allerdings rund 1100 Höhenmeter überwunden werden müssen.